# 국도 제99호선 (미국)

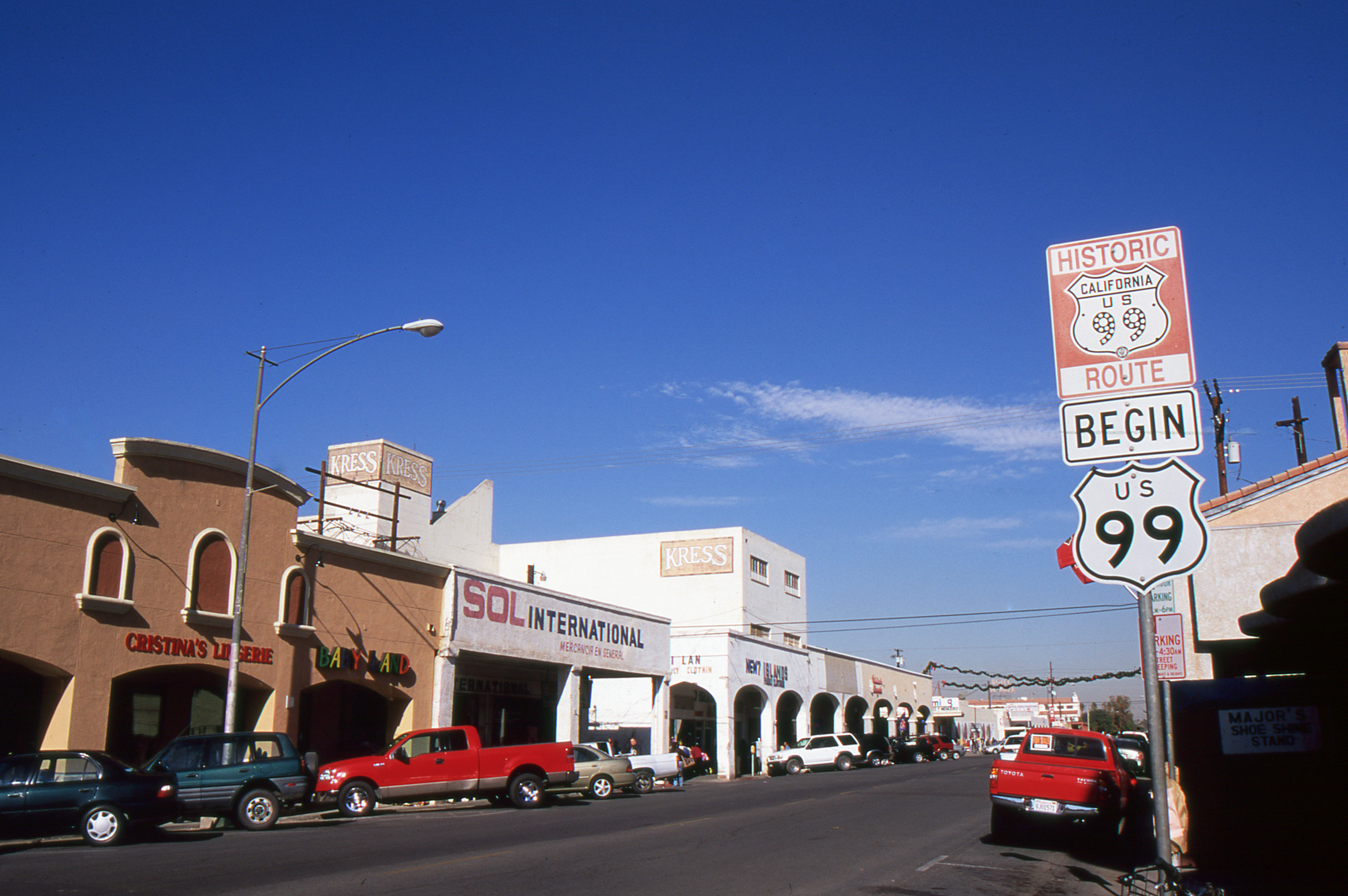
캘리포니아주의 칼렉시코를 역사적인 종점으로 삼은 구 US 99 관련 표지판

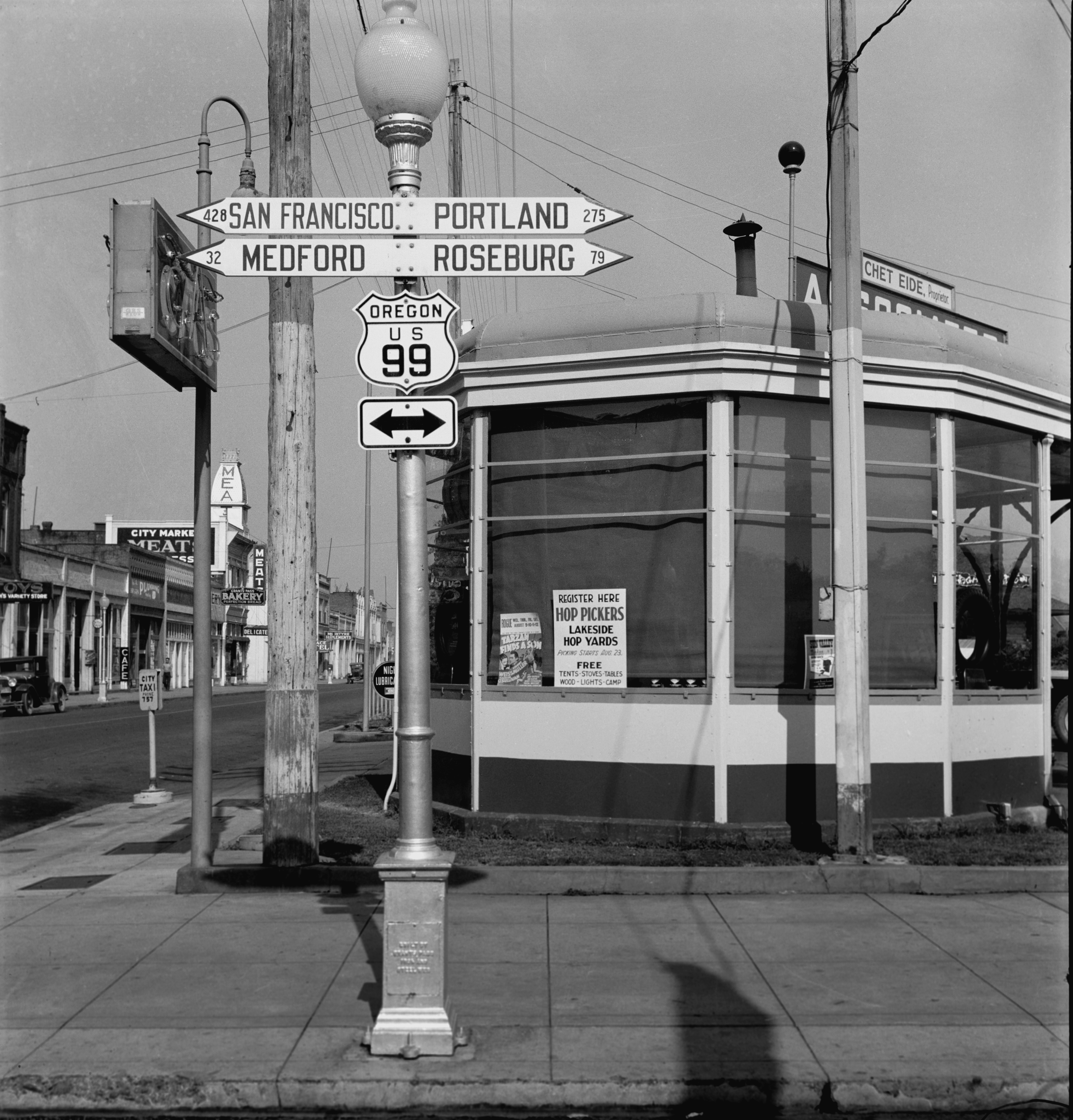
1939년 당시 그랜츠패스를 통과하고 있는 US 99

국도 제99호선(U.S. Route 99)은 미국 캘리포니아주 임페리얼군 칼렉시코 (멕시코-미국 국경)에서 워싱턴주 블레인까지 이르는 미국의 일반 국도로, 총 연장은 2,600 km이다. 그러나 이 국도는 1926년 11월 11일 정식으로 지정된 이래, 1972년 주간고속도로 제5호선으로 대체할 때까지 존재한 국도이다. 그래서 골든스테이트 하이웨이 또는 캘리포니아의 메인 스트리트 등으로도 알려져 온 US 99는 1930년대부터 더스트볼 이민자 농장 노동자들이 해당 주를 횡단하고 있는 주요 길목이기도 하다. 현재는 캘리포니아주도 제99호선, 오리건주도 제99호선, 오리건주도 제99W호선, 오리건주도 제99E호선 그리고 워싱턴주도 제99호선 등이 US 99의 일부를 대체하고 있다. 또한 워싱턴주에서 미국-캐나다 국경을 건너 브리티시컬럼비아주도 제99호선과도 직접 연결되어 있다.

## 통과하는 도로
※ 1972년 폐지 이전 당시의 기준으로 적용한다.

### 캘리포니아주
- 멕시코 연방도로 제5호선(영어판) (멕시코 방면)
- 국도 제80호선
- 국도 제91호선
- 국도 제395호선
- 국도 제60호선
- 국도 제70호선
- 국도 제101호선
- 국도 제66호선
- 국도 제6호선
- 국도 제466호선
- 국도 제399호선
- 국도 제50호선
- 국도 제40호선
- 국도 제299호선
- 국도 제97호선

### 오리건주
- 국도 제199호선
- 국도 제126호선
- 국도 제20호선
- 국도 제26호선
- 국도 제30호선

### 워싱턴주
- 국도 제830호선
- 국도 제101호선
- 국도 제410호선
- 국도 제10호선
- 국도 제2호선
- 브리티시컬럼비아주도 제99호선 (캐나다 방면)

## 특별 도로
US 99에는 특별도로가 2개 이상의 노선이 있다. 캘리포니아주와 오리건주에는 US 99W와 US 99E로 나뉘며, 워싱턴주에는 US 99 ALT.라는 별도의 대체 도로가 존재하게 된다.

## 관련 유산
U.S. 99의 여정으로는 게리 스나이더가 지어진 시인 "Night Highway 99"에서 강조되어 있다. 또, 세가의 비디오 게임인 소닉 어드밴스 3에는 "Route 99"라는 제목의 구역이 있지만 거의 우연의 일치일 수도 있다. 
또한 US 99는 마이클 웰리스에 의해 확인했던 픽사의 영화인 카 3: 새로운 도전에 실릴 예정이었으나, 실질적으로는 이 내용이 없던 일로 돌아갔다.

## 보조 국도 노선
- 국도 제199호선 (미국)
- 국도 제299호선 (미국)
- 국도 제399호선 (미국)